# Антонюв (Люблінське воєводство)
Антонюв (пол. Antoniów) — село в Польщі, у гміні Мілеюв Ленчинського повіту Люблінського воєводства.
Населення — 245 осіб (2011).

## Демографія
Демографічна структура станом на 31 березня 2011 року:
|          | Загалом | Допрацездатний вік | Працездатний вік | Постпрацездатний вік |
| -------- | ------- | ------------------ | ---------------- | -------------------- |
| Чоловіки | 112     | 18                 | 81               | 13                   |
| Жінки    | 133     | 30                 | 70               | 33                   |
| Разом    | 245     | 48                 | 151              | 46                   |